# Kongresshalle (Berlin-Tiergarten)
Die Kongresshalle ist ein Berliner Gebäude für Veranstaltungen und Ausstellungen an der John-Foster-Dulles-Allee im Großen Tiergarten und Regierungsviertel. Bis heute bewirkt die Kongresshalle Aufsehen und Anziehung mit ihrem Dach, das sich in einem weiten und hohen Bogen über das Auditorium spannt. Das Dach besteht aus einem Netz von Stahlseilen, das an zwei Stahlbögen aufgehängt ist und hier mit Beton abgedeckt wurde.
In den ersten Jahrzehnten war die Kongresshalle ein prominentes Symbol für die deutsch-amerikanische Allianz und wurde während der Ära des Kalten Krieges und darüber hinaus politisch instrumentalisiert. Nach dem Teileinsturz 1980 und dem Wiederaufbau 1987 änderte sich die kulturpolitische Agenda, der deutsch-amerikanische Schwerpunkt wird seitdem durch ein multikulturelles Programm im Haus der Kulturen der Welt (HKW) erweitert. Das Auswärtige Amt beaufsichtigt das HKW als eine von fünf beauftragten und finanzierten Mittlerorganisationen im Bereich der Auswärtigen Kulturpolitik. Das HKW erhält eine Regelförderung vom Auswärtigen Amt und vom Bundesbeauftragten für Kultur und Medien.

## Gebäude

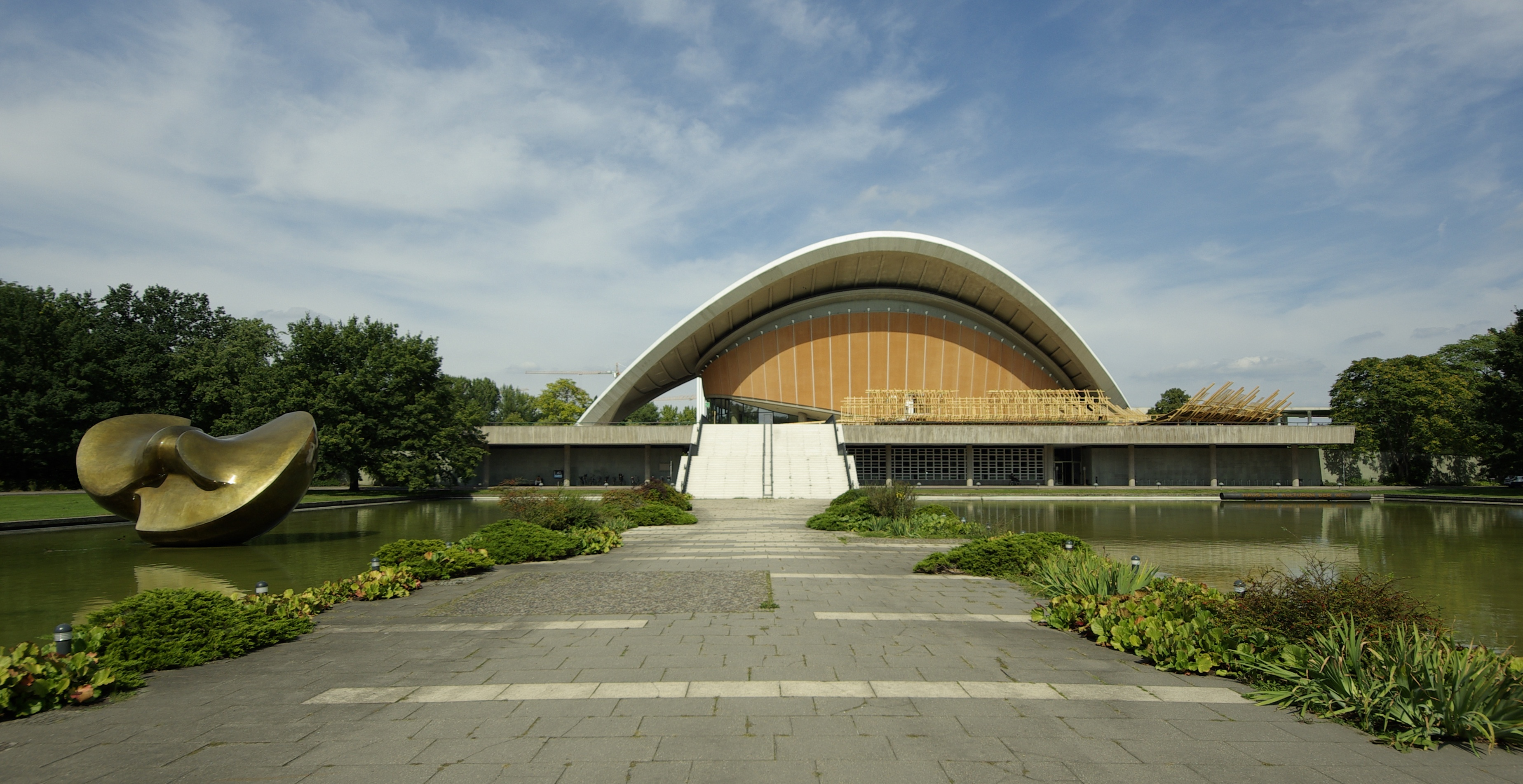
Hauptzugang über den Bassinsteg

Das gewölbte Dach überspannt das Auditorium, das Sitzplätze für rund 1000 Teilnehmer bietet. Unterhalb des schräg abfallenden Auditoriums ist ein hoher Raum für das Foyer, in das ein umlaufendes Fensterband Tageslicht hereinlässt. Der frühere Haupteingang zum Foyer führte über die Dachterrasse, die 92 m × 96 m Fläche umfasst. Das Außendach hat eine maximale Spannweite von 61 m Luftlinie und einen Scheitelradius von 77,3 m zwischen den Tiefpunkten; die beiden Spannbetonbögen erstrecken sich über einen Radius von jeweils 110 m Länge. Unterhalb der Dachterrasse liegen noch einmal zwei Geschossebenen, dort befinden sich weitere Funktionsbereiche wie eine Ausstellungshalle mit rund 1000 m², Konferenzräume, Theatersaal, Restaurant, Buchladen.
Straßenseitig ist ein rechteckiges, 60 m × 90 m großes Wasserbecken („Spiegelteich“) mit Springbrunnen angelegt, darin ist seit 1987 eine Bronzeplastik von Henry Moore aufgestellt: Large Divided Oval: Butterfly. Einer der Spiegelteiche wurde zu Ehren der chilenischen Folkloremusikerin Violeta Parra genannt. Ein mit Zierpflanzen gesäumter Betonsteg und eine Freitreppe führen über den Teich zum früheren Haupteingang auf der Dachterrasse. Heute befindet sich der Haupteingang unterhalb der Freitreppe. Wasserseitig befindet sich das ehemalige Kongressrestaurant, das 2020 neu gestaltet und als „Weltwirtschaft“ wieder eröffnet wurde, sowie das zugehörige Sommer-Café unter Zelten am Ufer der Spree mit einer Schiffsanlegestelle. Der Berliner Senat stellte das Gebäude sieben Monate nach Fertigstellung unter Denkmalschutz.

## Baugeschichte

### Aufbau

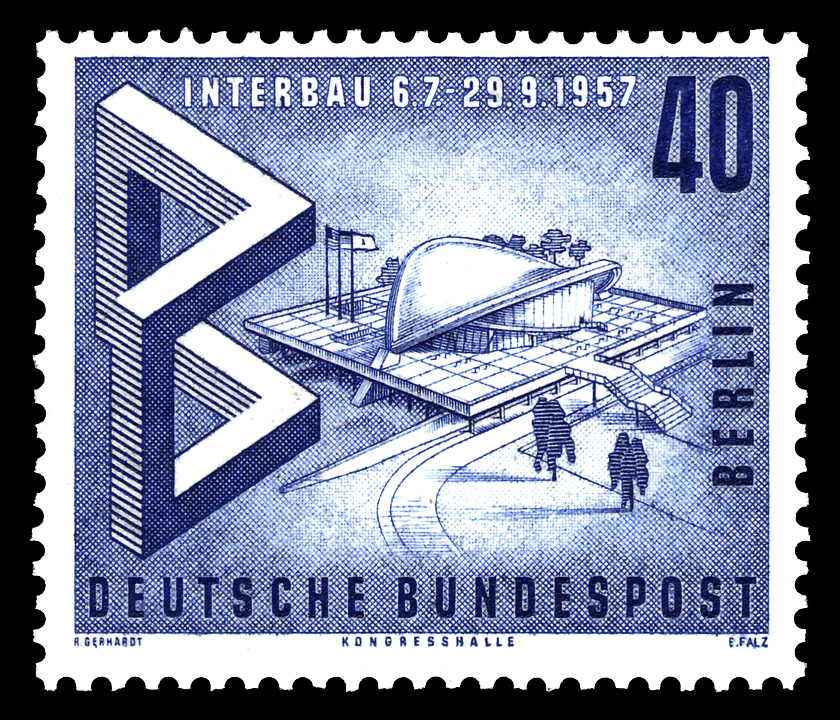
Briefmarke (1957), Modellzeichnung anlässlich der Interbau

Auf dem Gelände befand sich vor dem Zweiten Weltkrieg das Institut für Sexualwissenschaft von Magnus Hirschfeld. In Erinnerung daran befindet sich im Haus der Kulturen der Welt die Magnus Hirschfeld-Bar und der Lili-Elbe-Garten.
Die Kongresshalle wurde 1956/1957 auf Initiative der damaligen Berlin-Verantwortlichen des amerikanischen Außenministeriums, Eleanor Dulles, als Beitrag der USA zur Internationalen Bauausstellung Interbau 1957 errichtet. Eleanor Dulles hatte mit ihren Brüdern Allen Dulles, CIA-Direktor seit 1953, und John Foster Dulles, US-Außenminister seit 1953, einen unmittelbaren Zugang zum Machtzentrum der US-Politik. Willy Brandt bezeichnete sie bei ihrer Verabschiedung vom Amt der Berlin-Beauftragten als „Mutter von Berlin“. Für den Bau gründete Dulles die „Benjamin-Franklin-Stiftung“ als Bauherr und übergab am 26. April 1958 die „Benjamin-Franklin-Halle“ als „Geschenk“ an die Stadt Berlin.
Das „Geschenk“ der Stiftung kostete zunächst 15,8 Millionen Mark und 600.000 Mark für die Grundstücke. Der deutsche Bundeshaushalt übernahm davon allerdings die Mehrheit der Kosten in Höhe von neun Millionen Mark. Am Ende stiegen die Kosten auf insgesamt 19 Millionen Mark (kaufkraftbereinigt in heutiger Währung: rund 55,35 Millionen Euro). In den Nachkriegsjahren wurde das Bauen in Berlin zu einem Wettstreit der politischen Systeme. Die Interbau war die Antwort des Westens auf die großzügig gestaltete Stalinallee in Ost-Berlin.
Bei der Grundsteinlegung am 3. Oktober 1956 bezeichneten der Architekt Hugh Stubbins und Eleanor Dulles das Bauwerk als ein „Leuchtfeuer der Freiheit, das seine Strahlen nach Osten sendet“. Eine intensive Nachtbeleuchtung war von Anfang an ein Bestandteil des Baukonzepts. Außerdem wurde Weiß als Dachfarbe ausgewählt, um bei Sonneneinstrahlung intensiv zu reflektieren. Die Kongresshalle wurde nicht nur nahe vor die Grenze zum Sowjetischen Sektor gesetzt, sondern auch noch auf einen aufgeschütteten Hügel, um ihre Konturen in Ost-Berlin sichtbar werden zu lassen. Später bekannte Stubbins: „Das war in Wirklichkeit ein Propagandabau, der sich an die Sowjets richtete, die nur einen knappen Kilometer entfernt waren.“ Für die Wahl des Bauplatzes war nicht nur die Nähe zur sowjetischen Sektorengrenze – noch ohne Mauer – entscheidend, sondern auch zum zukünftigen deutschen Regierungsviertel, dessen Errichtung man dort erwartete. Der damals abgeholzte Tiergarten gab noch den Blick frei für das gegenüberliegende Reichstagsgebäude, ein Teil des Grundstücks befindet sich auf dem Gelände der früheren Kroll-Oper. Im Bauvertrag wurde die Unverbaubarkeit und Alleinstellung der Kongresshalle fixiert.

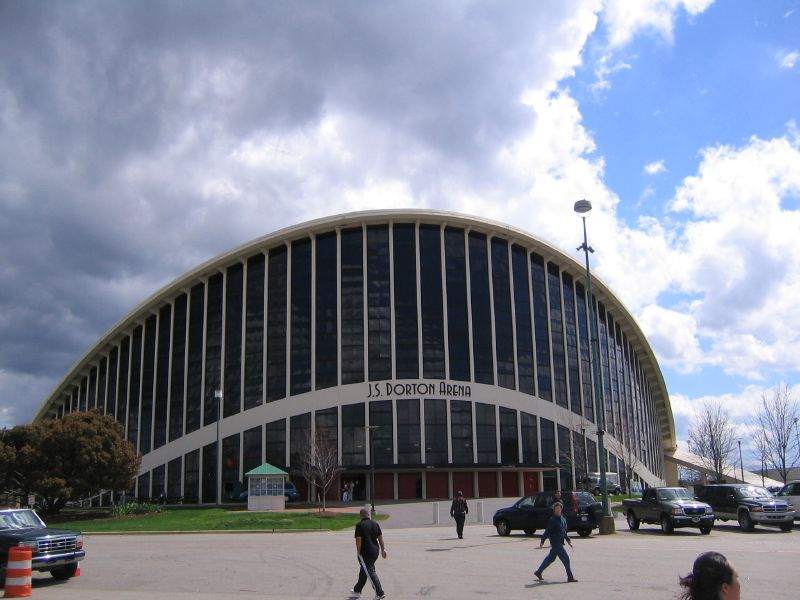
Dorton Arena, Fertigstellung 1952

Stubbins’ Projektpartner war der New Yorker Bauingenieur Fred Severud, der ihm empfahl, sich an der Dorton Arena in Raleigh (North Carolina) nach der Konzeption des polnischen Architekten und US-Immigranten Maciej bzw. Matthew Nowicki zu orientieren. Severud hatte die Statik der Dorton Arena berechnet, die das erste große Bauwerk in der Architekturgeschichte mit einem frei hängendem Dach ist. Zwei große gebogene Randträger/Randbalken tragen die sattelförmig geschwungene Dachfläche, eine hyperbolische Paraboloidschale, also eine doppelt gekrümmte Fläche, die von einem Netz aus Spannstahl-Seilen gespannt wird. Bei der Dorton Arena wird die Zugkraft der beiden sich kreuzenden Randbögen an den Enden der Bögen durch horizontale Spannseile im Erdboden miteinander verbunden. Stubbins dagegen konzentrierte und fixierte die Zugkraft der beiden Stahlbögen über der Kongresshalle auf jeweils einem Widerlager und Fundament im Erdboden.
Die Kongresshalle wich in einer weiteren Hinsicht entscheidend von dem Vorbild ab, da der Prüfingenieur Werner Koepcke den ursprünglichen Entwurf einer freitragenden Decke nicht genehmigte. Eine freitragende Konstruktion dieser Spannweite auf nur zwei Fußpunkten ruhend galt in den 1950er Jahren als nicht ausführbar. Koepcke bot jedoch eine Alternative an, die dann von den beiden Berliner Kontaktarchitekten Werner Düttmann und Franz Mocken unter Zeitdruck übernommen und gegen den Willen, aber mit Duldung von Stubbins umgesetzt wurde. Innerhalb des ursprünglichen Hängedachs hängte man noch ein zweites Dach in der Mitte ein und stützte dieses über einen „Ringanker“ mit der Wand des Auditoriums am Boden ab. Das überkragende Gesamtdach mit den Tragseilen und Randträgern wurde nun zusätzlich vom inneren „Ringanker“ im Gleichgewicht gehalten. Bei der „Kongreßhallen-Debatte“ in den Zeitschriften Bauwelt und baukunst und werkform stieß diese komplizierte Aufhängung auf scharfen Protest. Frei Otto, der die Dorton Arena im Büro des New Yorker Bauingenieurs Fred Severud kennengelernt und daraufhin 1954 das erste Gesamtwerk über zugbeanspruchte Bauten veröffentlicht hatte, meinte 1956: „Lasten werden in die Luft gehängt. […] Noch nie hat es ein hängendes Dach mit einer solch teuren und umständlichen Konstruktion gegeben.“ Der Architekt Pier Luigi Nervi äußerte 1959: Das Dach „verstößt gegen die naturgegebenen Prinzipien der Statik und Konstruktion“. Unter Fachleuten ist es bis heute eine offene Frage geblieben, ob es mit den Mitteln der 1950er Jahre möglich war, eine stabile Konstruktion zu erreichen.
Verbaut wurden laut Pressemitteilung über 79.000 Sack Zement, 1.000 Tonnen Betonstahl, 560.000 Mauersteine, 1.000 Quadratmeter Glas und beispielsweise 10 Tonnen Nägel.

### Einsturz des Außendachs

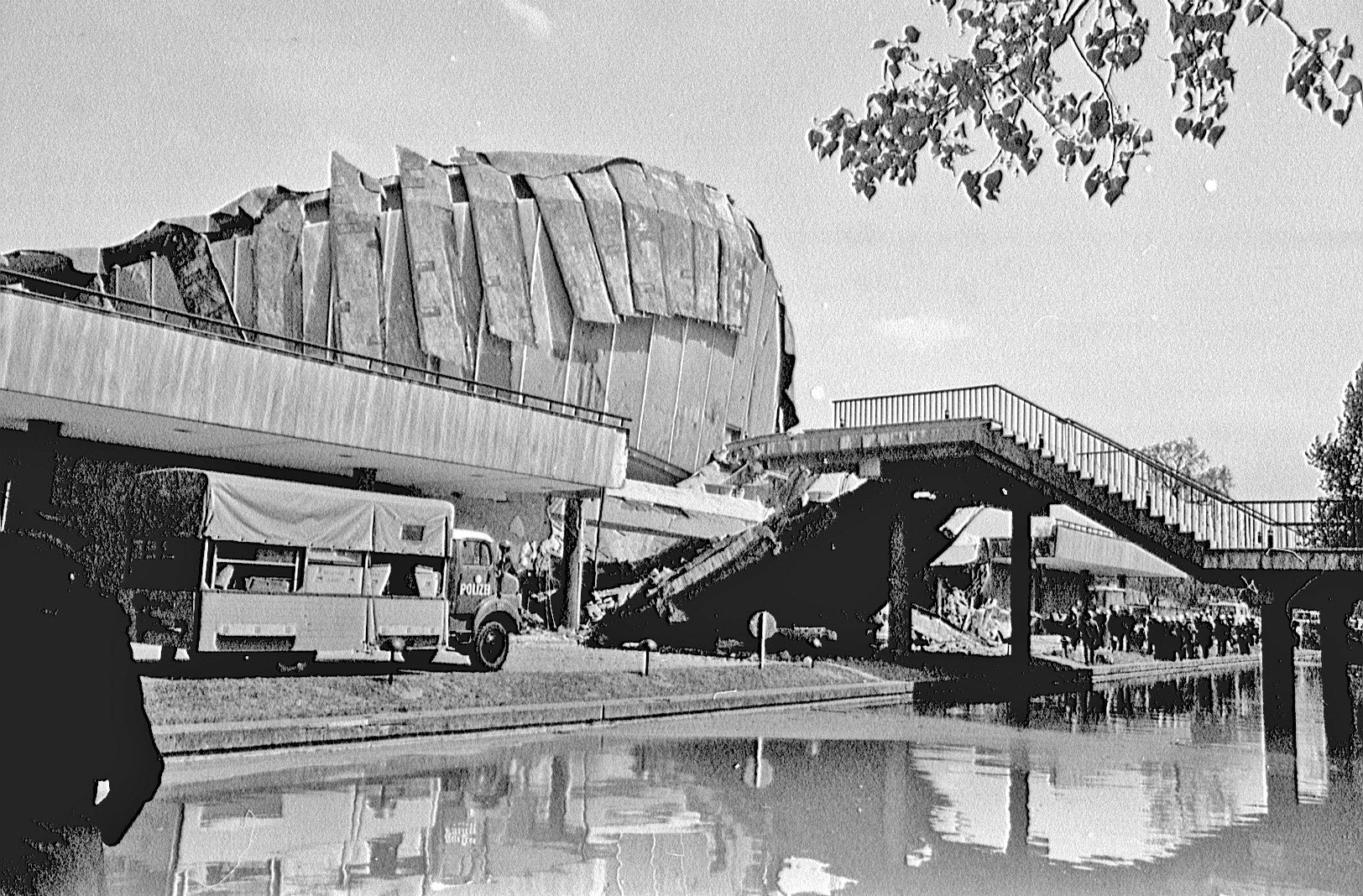
Kongresshalle nach dem Einsturz am 21. Mai 1980

Am Vormittag des 21. Mai 1980 stürzte der südliche Teil des Dachrandes während einer Pressekonferenz zu einer Tagung des Rings Deutscher Makler ein, die am nächsten Tag stattfinden sollte. Dabei wurden fünf Menschen verletzt, ein 27-jähriger Wirtschaftsredakteur des Senders Freies Berlin erlag seinen Verletzungen.
Nach dem Einsturz wurden Karl Kordina, TU Braunschweig, Hans-Jürgen Engell, Max-Planck-Institut für Eisenforschung GmbH, Düsseldorf, und Jörg Schlaich, Universität Stuttgart, mit der Begutachtung der Ursachen dieses schweren Bauschadens betraut. Kordina behandelte dabei betontechnologische und konstruktive Gesichtspunkte, Engell untersuchte Fragen der Korrosion und Schlaich vorwiegend die rechnerisch-theoretischen Aspekte. Daneben beauftragte die Staatsanwaltschaft Berlin eine Untersuchung der Schadensursachen durch die Bundesanstalt für Materialprüfung, die von Arno Planck geleitet wurde.
Die bautechnische Untersuchung der Gutachter bestätigte die ersten Vermutungen von Fachleuten: Die technische Ursache lag sowohl in einer mangelhaften Planung des Daches als auch in einer mangelhaften Bauausführung und damit letztlich in einem Statikfehler. Die Verpressung der Hüllrohre um die Spannkabel wurde durch die beständige An- und Entspannung des Daches durch Wind, Schnee und Temperaturschwankungen überlastet. Diese Materialermüdung verursachte schließlich eine Spannungsrisskorrosion des Spannstahls. Das Gutachten über die Ursachen des Teileinsturzes kam daher zu folgendem Schluss:

„Der Einsturz des südlichen Außendaches und Randbogens der Kongresshalle in Berlin wurde durch konstruktive Mängel bei der Planung und Bauausführung der Außendächer und als Folge davon durch korrosionsbedingte Brüche ihrer den Randbogen tragenden Spannglieder verursacht.“

Die Korrosion der Spannkabel trat kurz vor der äußeren Mauer am Außendach auf, wo sich das Gewicht des überhängenden Dachrandes am stärksten auswirkte. Zu dieser Materialabnutzung kam es, da dem Hängedach seine ursprüngliche Elastizität durch den Einbau eines zweiten und fixierten Daches genommen wurde. Auch Stubbins war dieser Ansicht: „Aus seiner Sicht führte die Änderung der Dachpläne zum Einsturz.“

### Wiederaufbau

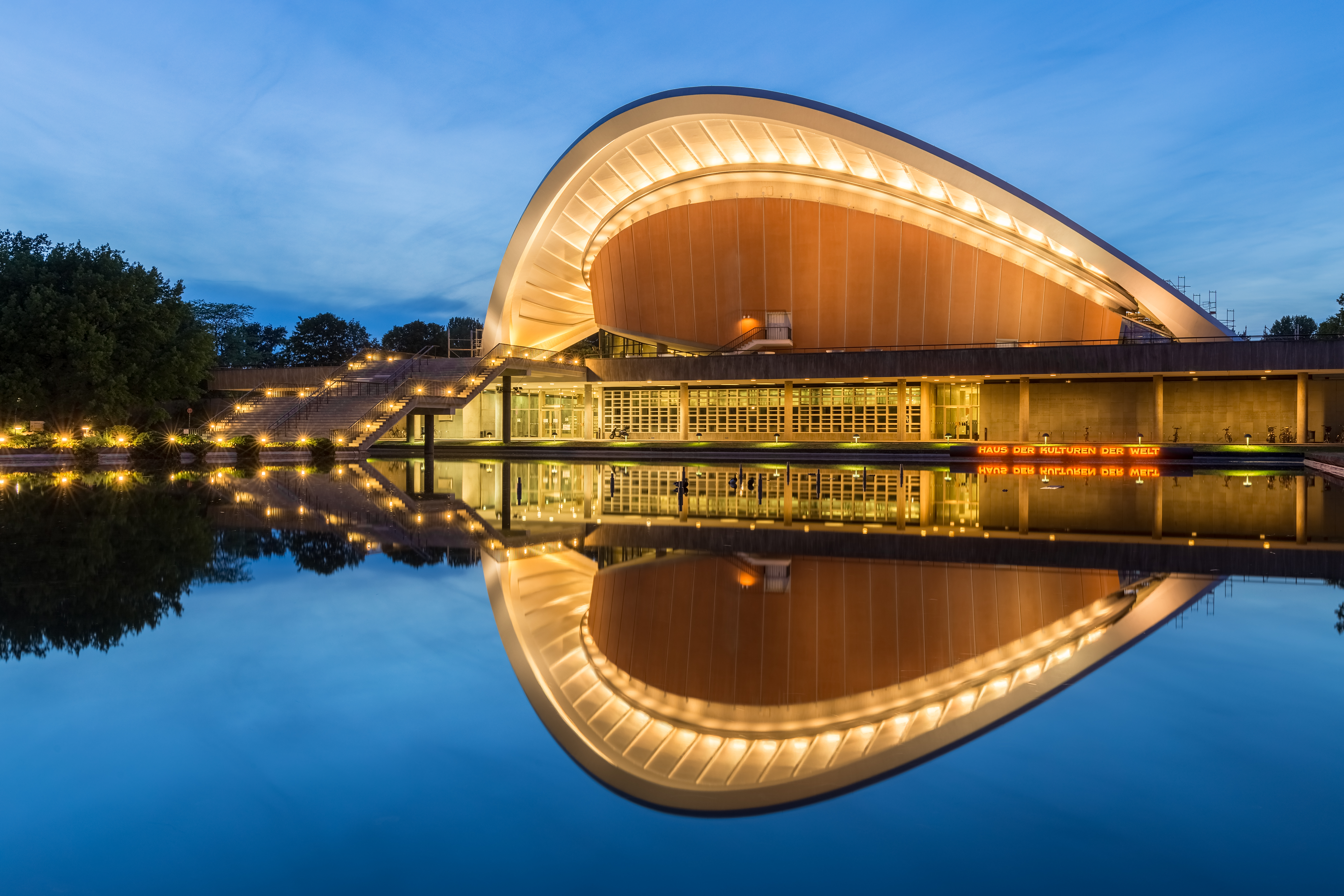
Kongresshalle bei Nachtbeleuchtung im Spiegelteich

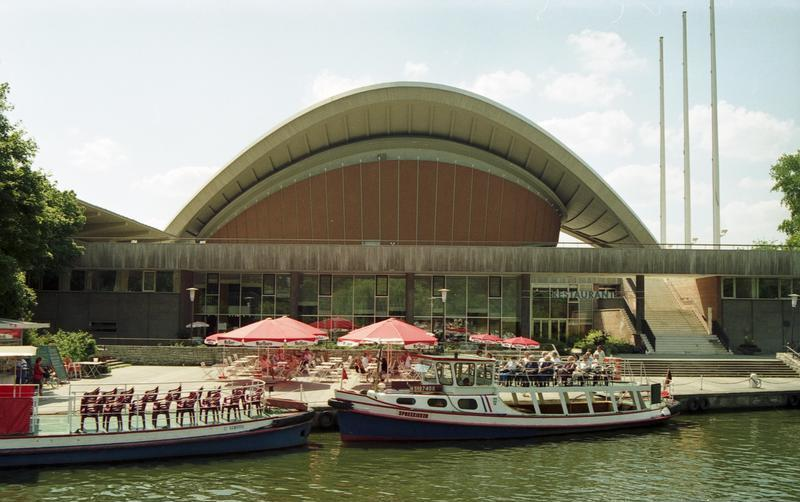
Kongresshalle mit Sommer-Café und Schiffsanlegestelle an der Spree

Zunächst wurde in der sich dahinziehenden Diskussion ein Abriss der Ruine ernsthaft in Betracht gezogen, unter anderem weil mit dem ICC seit 1979 bereits ein viel größeres Kongresszentrum vorhanden war. Ausschlaggebend für eine Sanierung wurde schließlich das Argument, dass die Kongresshalle ein „geschichtliches und politisches Dokument“ sei. Nach vorsichtigen Abrissarbeiten des Daches wurde die Kongresshalle dann ab 1984 bis 1987 saniert und wieder aufgebaut. Die Berliner Architekten Hans-Peter Störl und Wolf-Rüdiger Borchardt waren für die Sanierung der unteren Stockwerke zuständig, das Dach blieb davon ausgeschlossen. Sie ermittelten die ursprünglichen Materialien der Bauteile und -stoffe und setzten diese zur Sanierung ein. Allerdings unterblieb weitgehend eine Erneuerung der betagten technischen Infrastruktur, um im politisch vorgegebenen Kostenrahmen zu bleiben.
Nach der Ausschreibung des Wiederaufbaus des Außendachs favorisierten und empfahlen der damalige Regierende Bürgermeister Richard von Weizsäcker und der Bausenator Ulrich Rastemborski ein Gebot der Krupp-Stahlbau mit dem ICC-Planer Ralf Schüler, der ein leichtes Stahldach entworfen hatte. Gegenüber den anderen Versionen mit Betonschalen-Konstruktionen war es auch am günstigsten. Dyckerhoff & Widmann unterbot nach dem Bieterverfahren nachträglich die Angebote der Mitbewerber um zehn Millionen Mark, was allerdings nicht abgewiesen, sondern akzeptiert wurde. Weizsäcker und Rastemborski traten jedoch vorzeitig aus unterschiedlichen Gründen von ihren Ämtern zurück und so erhielt Dyckerhoff & Widmann den Zuschlag für ihre schwere Dachversion. Im Laufe der Bauarbeiten stiegen die Dachbaukosten wieder in die Höhe des ursprünglichen Angebots an. Insgesamt kostete die Sanierung 40 Millionen Mark (kaufkraftbereinigt in heutiger Währung: rund 44 Millionen Euro), was auch der politischen Vorgabe entsprach.
Bauingenieur Helmut Bomhard wurde mit der Leitung des Dach-Aufbaus betraut. Zunächst musste er jedoch die Baubehörden davon überzeugen, dass nicht Stahlbeton wie gefordert, sondern Spannbeton die besseren Zugeigenschaften aufweist. Man ließ das Dach frei hängen wie ursprünglich von Stubbins geplant und entfernte die Fixierung („Ringanker“) der Auditoriumswand am Dach. Das Auditorium erhielt sein eigenes Dach mit einem Abstand von 90 cm unterhalb des Außendachs. Beim Wiederaufbau hatten zunächst nur die beiden Randbögen/Randträger ein Lehrgerüst, doch noch nicht die Stahlseile zwischen den Bögen. Bomhard ließ auf dem Stahlnetz Betonsegmente von der Mitte, vom „Tiefpunkt“ aus bis nach oben hin zu den Bögen einhängen. Das Stahlnetz der Dachschale ist im Gegensatz zur Dorton Arena nicht vorgespannt. Das untere Dach des Auditoriums, das zuerst gebaut worden war, diente als Stütze des Lehrgerüsts für das Außendach zum abschließenden Befüllen der Fugen mit Leichtbeton. Das Bauwerk wurde am 9. Mai 1987 zur 750-Jahr-Feier Berlins wiedereröffnet.

### Sanierungen
Ab Juli 2006 wurde die Kongresshalle ein Jahr lang für 8,8 Millionen Euro leicht umgebaut, renoviert, mit Sanitäranlagen und neuer technischer Infrastruktur ausgestattet, die bei der ersten Sanierung in den 1980er Jahren noch ausgespart worden war. Die originalen Farbanstriche in Pastelltönen wurden wieder aufgetragen. Am 21. August 2007 feierte man die Wiedereröffnung der Kongresshalle, die von der Kunstausstellung „New York – States of Mind“ begleitet wurde. Darauf folgte am 19. September 2007 nach genau 50 Jahren ihrer ersten Eröffnung die Konferenz „New York – Berlin: Vielfalt, Kulturen, urbane Räume“, die Bundesaußenminister Frank-Walter Steinmeier eröffnete.
Eine weitere Sanierung erfolgte von September bis Dezember 2016, für kleinere Veranstaltungen kann das Auditorium mit wenig Aufwand in zwei Teile getrennt werden. Die Beleuchtung wurde im Innen- wie im Außenbereich optimiert.

## Bautyp
Neben der Kongresshalle nahmen sich auch viele andere Bauten ein Vorbild an der Dorton Arena, doch haben diese meist eine größere Glasfassade als die Kongresshalle. Hier wird das vom Original abgewandelte statische Prinzip eines zusätzlichen Ringankers deutlich, der auf massiveren Wänden aufliegen muss.

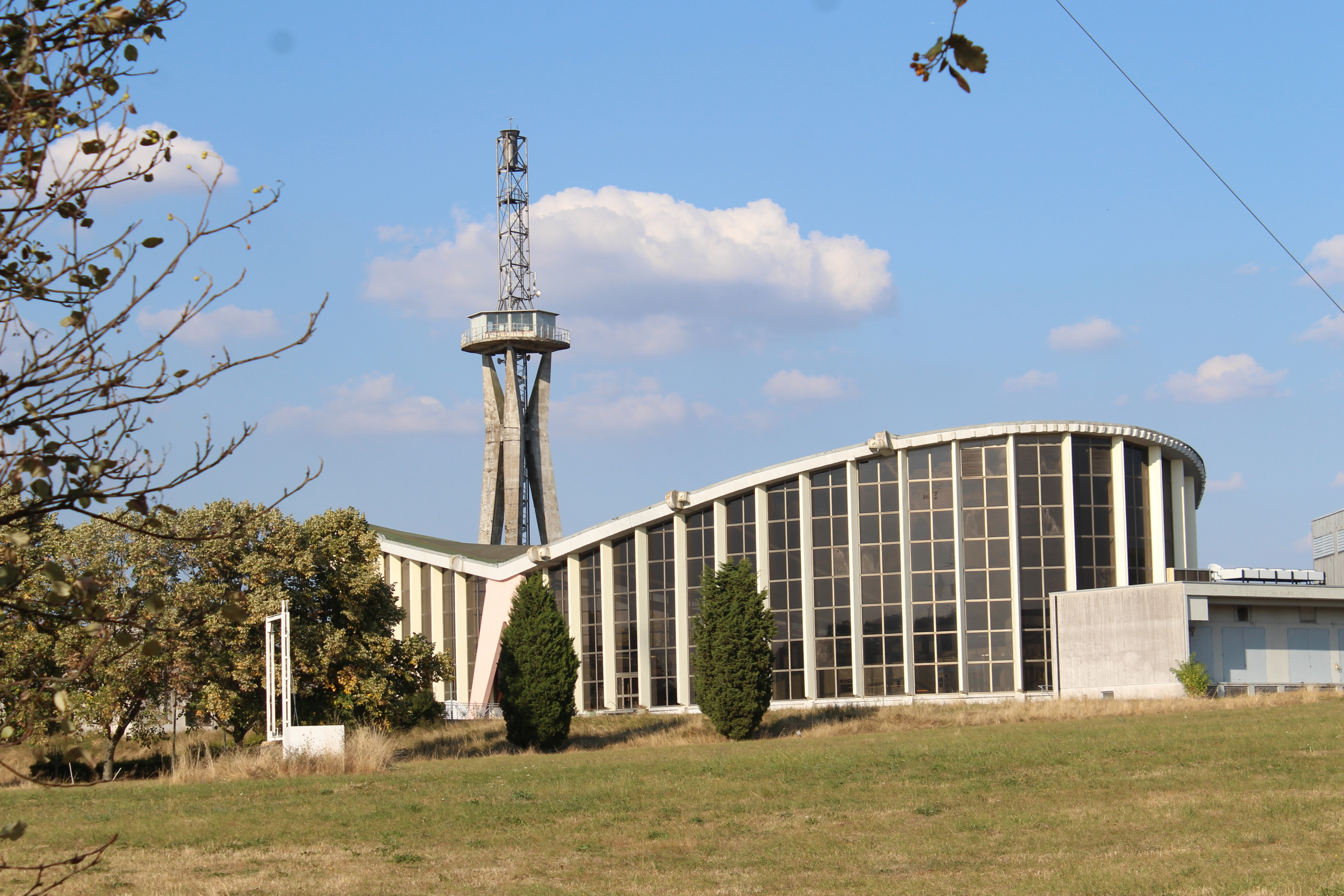
Europe 1-Sendergebäude, (1954–1955)
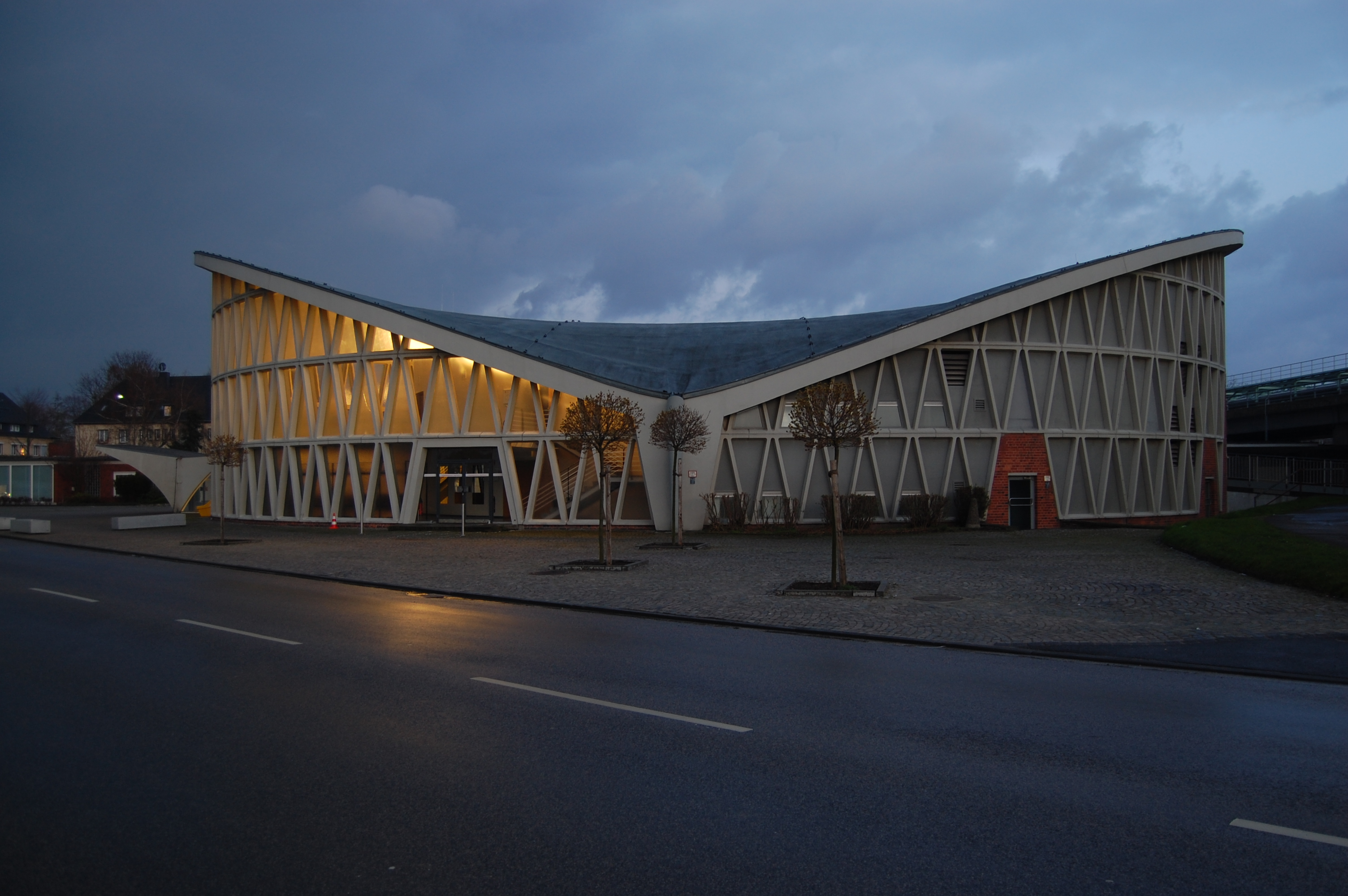
Feierabendhaus Knapsack, (1955–1957)
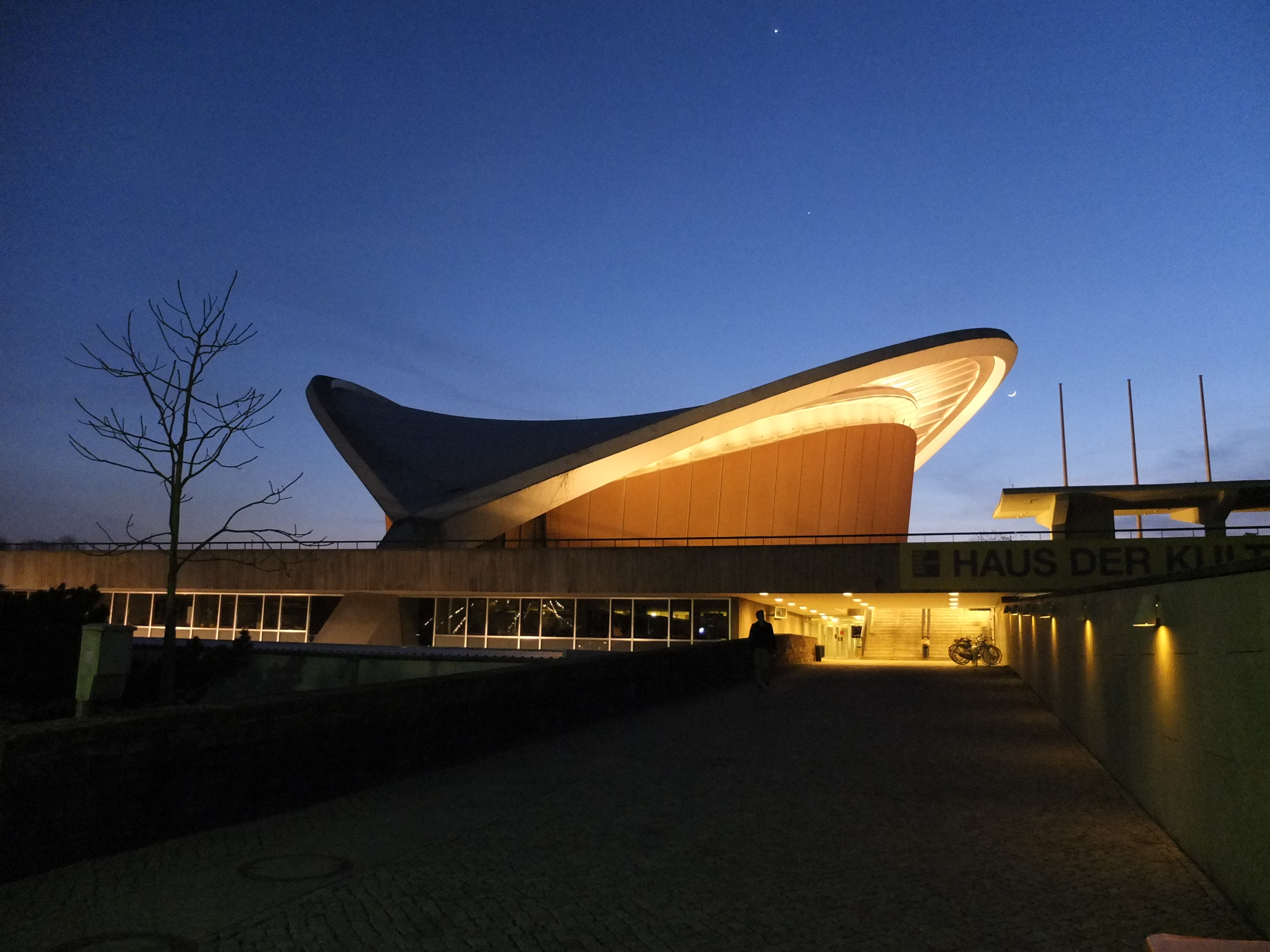
Kongresshalle Berlin, (1956–1957)

## Kultur und Politik

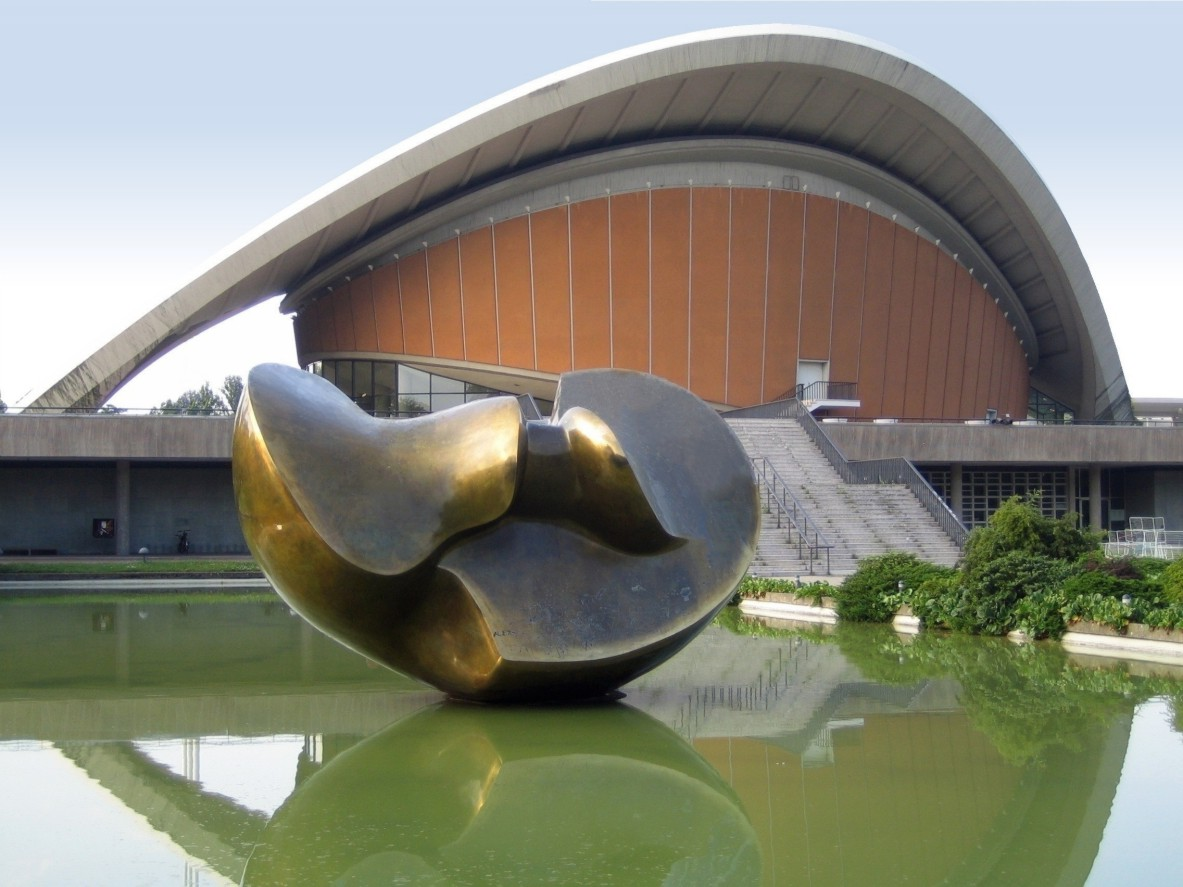
Kongresshalle mit Henry-Moore-Skulptur im Spiegelteich

- Aufgrund ihrer Muschelschalen-Form wird der Schalenbau von Touristenführern und Journalisten in der Regel mit dem Berliner Spitznamen als Schwangere Auster bezeichnet. Der populär gewordene Begriff der schwangeren Auster geht auf Journalisten zurück, die ihn jedoch dem Berliner Volksmund zuschrieben.[55] In den Anfängen wurden unter anderem auch die Namen Frau Dulles’ Hut[12] und Uncle Sams Zylinder[14] genannt. Der überstehende Dachrand, der den Schwung der Gebäudekurven ein zweites Mal hervorhebt, wird zuweilen als „Hutkrempe“,[35] „Dachkrempe“[36] oder „Stetson“[56] gesehen.
- Einen Tag nach der Eröffnung tagte am 20. September 1957 der CIA-gesteuerte Congress for Cultural Freedom unter Leitung von Melvin Lasky in der Kongresshalle und diskutierte zum Thema „Musik und Bildende Künste“. Teilnehmer waren unter anderem Theodor W. Adorno, Will Grohmann, Boris Blacher, Isamu Noguchi, Hans Heinz Stuckenschmidt.[57] Der Congress for Cultural Freedom förderte neben Freiheit und Demokratie die abstrakte, nicht-gegenständliche Kunst, Atonale Musik und moderne Architektur (International Style).[58][59]
- Am 15. Oktober 1957 fand zum ersten Mal eine Sitzung des Deutschen Bundestags in der Kongresshalle statt.[60] Das bundesdeutsche Parlament tagte in seiner 2., 3. und 4. Wahlperiode mehrere Male in Berlin, davon sieben Mal im Großen Hörsaal des Physikalischen Instituts der Technischen Universität und zwei Mal in der Kongresshalle, ebenso wie die Bundesversammlung in der Ostpreußenhalle auf dem Berliner Messegelände.[13] Dies stieß regelmäßig auf den heftigen Widerspruch von den Regierungen der DDR und der UdSSR, da diese West-Berlin nicht als Staatsgebiet der BRD anerkannten.[61] Die zweite Sitzung des Bundestags in der Kongresshalle, die letzte in West-Berlin, fand am 7. April 1965 statt. In dieser Woche hielt der Warschauer Pakt ein Großmanöver ab. Nach Darstellung des Spiegels reagierte die DDR erst auf die Ankündigung der Sitzung am 15. März 1965, obwohl demnach der NVA nur drei Wochen Vorbereitung blieben.[62] Erstmals[63] überflogen sowjetische Düsenflugzeuge im Überschall und im Tiefflug auch das West-Berliner Gebiet und störten die Bundestagssitzung in der Kongresshalle. Einzelne Abgeordnete verließen die Sitzung, um die Flugmanöver zu beobachten.[62] An den Transitstrecken gab es bis zu 20 Stunden Wartezeit. Danach verboten die West-Alliierten der Bundesregierung, weitere Sitzungen in West-Berlin abzuhalten. Im Viermächteabkommen über Berlin von 1971 verpflichteten sich die Westmächte, keine Plenarsitzungen des Bundestages in Berlin mehr zuzulassen. Erst nach der politischen Wende tagten wieder westdeutsche Abgeordnete in Berlin.[64]
- Von 1958 an bis in die 1970er Jahre fand die festliche Eröffnung der Berlinale in der Kongresshalle statt.[65] Von 1994 bis 2000 diente die Kongresshalle als Veranstaltungsort für das alljährliche Jazzfest Berlin.[66]
- Henry Moores Bronzeplastik Large Divided Oval: Butterfly auf dem Teich vor der Kongresshalle wurde 1986 von der bekannten Berliner Bildgießerei Hermann Noack gegossen. Die Kunstgießerei polierte 2010 die Skulptur wieder auf.[67] Die Bronzeplastik wiegt über acht Tonnen und war mit 3,5 Millionen Mark einer der teuersten Kunstankäufe der Stadt Berlin.[68] Die Skulptur wurde anlässlich der 750-Jahr-Feier Berlins im Jahr 1987 aufgestellt und ist Moores letzte öffentliche Arbeit.[28]
- Wegen ihres futuristischen Aussehens wurde die Kongresshalle als Filmkulisse für den Science-Fiction-Film Æon Flux (2005) ausgewählt.[69] Andere Filme mit dem Drehort Kongresshalle waren Margarethe von Trottas Ost-West-Drama Das Versprechen (1995) und Thorsten Schmidts Polizeikomödie Schnee in der Neujahrsnacht (1999) aus der ZDF-Reihe Die Musterknaben.[70]